# David H. Armstrong
David Hartley Armstrong, född 21 oktober 1812 i Nova Scotia, död 18 mars 1893 i Saint Louis, Missouri, var en kanadensisk-amerikansk politiker.
Armstrong studerade vid Maine Wesleyan Seminary. Han arbetade som lärare i New Bedford, Massachusetts och undervisade vid McKendree College i Lebanon, Illinois. Han arbetade sedan som rektor i en skola i Benton, Missouri. Han var postmästare i Saint Louis 1854-1858.
Senator Lewis V. Bogy avled 1877 i ämbetet och efterträddes av demokraten Armstrong som inte kandiderade i fyllnadsvalet. Han efterträddes 1879 av James Shields.
Armstrong var frimurare. Hans grav finns på Bellefontaine Cemetery i Saint Louis.